# Tomás Estrada Palma

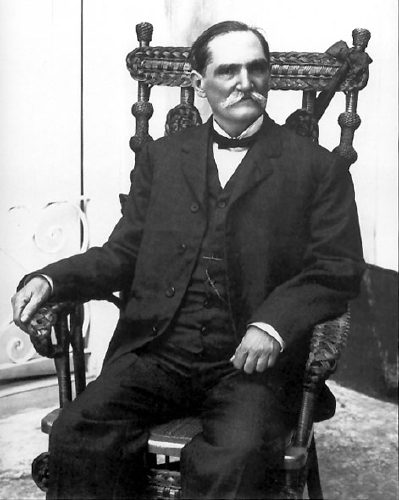
Tomás Estrada Palma

Tomás Estrada Palma (Bayamo, 9 juli 1832 - Santiago de Cuba, 4 november 1908) was van 1902 tot 1906 de eerste president van Cuba.
Estrada was generaal in de tienjarige onafhankelijkheidsoorlog tegen de Spanjaarden. Hij werd echter door Spaanse troepen opgepakt en verbannen. Tijdens deze periode reisde hij naar New York waar hij ging samenwerken met José Marti. Na de dood van José Marti werd Tomas Estrada Palma de nieuwe leider van de Cubaanse onafhankelijkheidsstrijders.
Als president van Cuba tekende hij in 1903 een verdrag met de Verenigde Staten. In dit verdrag was de Platt Amendement opgenomen waarbij de Verenigde Staten voor onbeperkte tijd het recht kreeg om Guantánamo Bay als marinebasis te gebruiken en ook het recht kreeg in te grijpen als de onafhankelijkheid van Cuba in gevaar zou komen. 